# Nuthe-Urstromtal
Nuthe-Urstromtal – gmina w Niemczech w kraju związkowym Brandenburgia, w powiecie Teltow-Fläming.

## Dzielnice
W skład gminy wchodzą następujące dzielnice:
| - Ahrensdorf - Berkenbrück - Dobbrikow - Dümde - Felgentreu - Frankenförde - Gottow - Gottsdorf | - Hennickendorf - Holbeck - Jänickendorf - Kemnitz - Liebätz - Lynow - Märtensmühle - Nettgendorf | - Ruhlsdorf - Scharfenbrück - Schönefeld - Schöneweide - Stülpe - Woltersdorf - Zülichendorf. |